# Gouelia
Gouelia était  une compagnie maritime française créée en 1993 et dont le siège social se trouvait à Quimper en Bretagne. Gouelia en breton veut dire hisser les voiles. C'était une association à but non lucratif  dont la principale vocation fut la préservation et la mise en valeur d'un patrimoine maritime de vieux gréements toujours en navigation.

## Histoire
L'association Gouelia, compagnie bretonne de navires traditionnels rassemblait trois associations propriétaires de trois voiliers traditionnels et en affrétait deux autres appartenant à des particuliers. Elle gérait ainsi cinq vieux gréements pendant la saison touristique d'avril en octobre. Hors saison, chaque navire rejoignait son port d'attache d'origine pour d'autres activités.
Gouelia proposait, au départ de divers ports du Finistère des sorties en mer (demi-journée et journée) et des croisières (2 jours, 5 jours et plus) pour découvrir la navigation traditionnelle à la voile, ou encore 5 jours de pêche au thon dans le golfe de Gascogne dans les conditions des thoniers d'antan ainsi que des stages de 2 jours à la navigation astronomique.
En 2011, après de lourdes difficultés de gestion, l'association est dissoute et placée en liquidation judiciaire.

## Ancienne flotte
- Le Corentin propriété de l'association Lougre de l'Odet de Quimper.
- La Belle Angèle propriété de l'association Belle Angèle de Pont-Aven. (repris par Étoile marine de Bob Escoffier à Saint-Malo)
- La Belle-Étoile de Camaret-sur-Mer.(repris par Étoile marine de Bob Escoffier à Saint-Malo)
- Le Popoff de Concarneau. (repris par son propriétaire)
- Le Dalh-Mad de Landerneau.